# Марк Валерий Левин
Марк Вале́рий Леви́н (лат. Marcus Valerius Laevinus; умер в 200 году до н. э.) — римский военачальник и политический деятель из патрицианского рода Валериев, консул 220 (по одной из версий) и 210 годов до н. э. Командовал армией и флотом в Первой Македонской войне, в ходе Второй Пунической войны действовал на Сицилии.

## Происхождение
Марк Валерий принадлежал к одному из самых знатных патрицианских родов Рима, легендарный прародитель которого был сабинянином и переселился в Рим вместе с соправителем Ромула Титом Тацием. Когномен Левин (Laevinus) впервые упоминается в источниках в связи с событиями 501 года до н. э.; его происхождение неизвестно.
Согласно Капитолийским фастам, у отца и деда Марка Валерия был преномен Публий. Предположительно Публий-старший — это Публий Валерий Левин, консул 280 года до н. э., который мог быть сыном Гая Валерия Потита, консула 331 года до н. э..

## Биография
Марк Теренций Варрон в своих «Делах человеческих» упоминает некоего Марка Левина, который во время своего эдилитета был приведён частным лицом на суд к претору. Возможно, речь идёт именно о будущем участнике Первой Македонской войны.
В 227 году до н. э. Марк Валерий был претором и первым наместником только что образованной провинции Сардиния. Хронограф 354 года называет его одним из консулов 220 года до н. э. наряду с плебеем Квинтом Муцием Сцеволой; при этом другие источники сообщают, что консулами в 220 году были Гай Лутаций Катул и Луций Ветурий Филон. Тит Ливий в связи с событиями 205 и 203 годов до н. э. называет Марка Валерия дважды консулом; одни исследователи считают это подтверждением версии о консулате 220 года (Левин и Сцевола могли быть консулами-суффектами), другие предполагают, что Марк Валерий мог быть консулом позже — например, в конце 208 года до н. э., после гибели ординарных магистратов Марка Клавдия Марцелла и Тита Квинкция Криспина.
К началу Второй Пунической войны Марк Валерий был союзником влиятельного плебейского рода Фульвиев; этот союз был скреплён браком Левина и вдовы Марка Фульвия Нобилиора (о последнем практически ничего не известно). В 215 году до н. э. Марк Валерий во второй раз стал претором и получил командование в Лукании и Апулии; под его началом оказались два легиона, переброшенные из Сицилии, и один легион, стоявший в Таренте, а также эскадра из 25 кораблей. Когда стало известно, что Ганнибал заключил союз с царём Македонии Филиппом V, сенат поручил Левину защищать побережье Южной Италии от возможного вторжения с востока, и в дальнейшем эти полномочия неоднократно продлевались.
В 214 году до н. э. Филипп вторгся в Иллирию и напал на город Аполлония. Встретив здесь отпор, он взял Орик, жители которого направили послов в Брундизий, чтобы попросить пропретора Левина о помощи. Тот уже на следующий день переправился на Балканы и сходу отбил Орик. Теперь к нему прибыли послы из Аполлонии, снова осаждённой македонянами. Марк Валерий направил в этот город 2-тысячный отряд под командованием префекта союзников Квинта Невия Кристы, который смог незамеченным пройти в Аполлонию, а ночью совершил вылазку и наголову разгромил врага. Филипп попытался уйти из Аполлонии на кораблях, но Левин перекрыл ему путь в устье реки Аой. Поэтому царю пришлось сжечь корабли и отправиться в Македонию по суше.
Одержав эту победу, Марк Валерий зазимовал в Иллирии. Следующие три года он оставался на Балканах и за это время создал сильную антимакедонскую коалицию, куда вошли Этолийский союз, Пергам, Спарта, Элида и Мессена. Главными союзниками Рима стали этолийцы, которым пропретор пообещал контроль над Акарнанией и значительной частью Эпира. Они действовали на суше, а Левин — на море. В 212 году до н. э. он занял остров Закинф, взял акарнанские города Эниады и Насос; в 211 году до н. э. достиг Коринфского залива и совместно с этолийцами взял город Антикира. Силы Филиппа Македонского из-за действий участников коалиции оказались скованными, так что царь уже не мог думать о высадке в Италии.
Благодаря этим успехам Марк Валерий в своё отсутствие был избран консулом на 210 год до н. э. и вернулся в Рим, передав командование Публию Сульпицию Гальбе Максиму. Его коллегой стал Марк Клавдий Марцелл. Известно, что консулы добились возвращения в Рим консуляра Марка Ливия Салинатора, обвинённого восемью годами ранее в утаивании военной добычи. При разделе провинций Левину достались Италия и, соответственно, война с Ганнибалом, но Марцелл, которому выпало управлять Сицилией, имел там настолько дурную славу, что сенат приказал консулам поменяться провинциями. В конце 210 года до н. э. Марк Валерий прибыл на Сицилию. Он взял штурмом Агригент, причём гарнизон был перебит, а все горожане были обращены в рабство; после этого римляне взяли штурмом ещё 6 городов, 20 заняли с помощью измены, а ещё 40 сдались без какого-либо сопротивления. Весь остров признал власть Рима, и Левин принял меры для того, чтобы сделать Сицилию мирным регионом и источником хлеба для Италии. В военных целях он проложил Валериеву дорогу, соединившую Мессану с Панормом и Лилибеем.
В конце того же года Марк Валерий совершил поездку в Рим, чтобы организовать очередные выборы. В это время пришло известие, что его кузен Марк Валерий Максим Мессала совершил удачный набег на африканское побережье; поэтому Левин заявил сенату, что хочет назначить Мессалу диктатором для обороны Сицилии. Это предложение было отвергнуто: сенаторы настаивали на том, что такие назначения могут происходить только в Риме. Народное собрание выбрало диктатором Квинта Фульвия Флакка, а Левин тайно уехал из города, чтобы не утверждать результат этих выборов.
Полномочия Марка Валерия в провинции продлевались до 206 года до н. э. Все эти годы предметом особых его забот были поставки сицилийского зерна в Рим и для армии, стоявшей в Таренте. В 208 и 207 годах до н. э. он совершил два удачных набега на Африку, причём в ходе первого из них одержал победу над карфагенской эскадрой, захватив 18 кораблей. В 208 году, когда в Италию на соединение с Ганнибалом шёл Гасдрубал, Левин рассматривался в сенате как гипотетический кандидат в консулы, но в конце концов ему предпочли другого: нужен был коллега патрицию Гаю Клавдию Нерону, то есть плебей.
После своего возвращения в Италию Марк Валерий ещё несколько раз упоминался в источниках. Так, в 205 году до н. э. он провёл два легиона от Рима в Арреций, чтобы обеспечить порядок в Этрурии в связи с появлением у северных границ третьего Баркида — Магона. В 204 году он добился возвращения гражданам государственного займа, сделанного шестью годами ранее; в 203 году, когда сенат обсуждал мирные предложения Карфагена, Левин выступил за продолжение войны, и его точка зрения победила. Наконец, в 201 году до н. э. консул Публий Элий Пет направил Марка Валерия с эскадрой в Грецию, и сообщения Левина о военных приготовлениях царя Филиппа V побудили сенат объявить войну Македонии.
Марк Валерий умер в 200 году до н. э. Сыновья почтили его память четырёхдневными погребальными играми, на которых выступали 25 пар гладиаторов.

## Потомки
У Марка Валерия было трое сыновей: Марк (претор 182 года до н. э.), Публий (он упоминается только в связи с погребальными играми) и Гай (консул-суффект 176 года до н. э.). Известно, что младший из них родился от брака отца со вдовой Марка Фульвия Нобилиора; у двоих старших могла быть та же мать или другая — гипотетическая первая жена Марка Валерия.